# Pararge tigellina
Pararge tigellina är en fjärilsart som beskrevs av Ruggero Verity 1922. Pararge tigellina ingår i släktet Pararge och familjen praktfjärilar. Inga underarter finns listade i Catalogue of Life.